# Guillaume-Gabriel Nivers
Guillaume-Gabriel Nivers (ur. około 1632 przypuszczalnie w Paryżu, zm. 30 listopada 1714 tamże) – francuski kompozytor, organista i teoretyk muzyki.

## Życiorys
Od lat 50. XVII wieku do końca życia był organistą w kościele św. Sulpicjusza w Paryżu. W 1661 roku uzyskał stopień Maître ès Arts na Uniwersytecie Paryskim. W latach 1678–1708 pełnił funkcję organisty kapeli królewskiej. W 1681 roku otrzymał tytuł Maître de la Musique de la reine, a do 1686 roku był organistą i nauczycielem śpiewu w szkole żeńskiej w Saint-Cyr-l’École.
Opublikował prace Traité de la composition de musique (Paryż 1667), Dissertation sur le chant grégorien (Paryż 1683) i Méthode certaine pour apprendre le plein-chant de l’Eglise (Paryż 1699). Należał do czołowych kompozytorów i organistów francuskich okresu panowania Ludwika XIV. Zajmował się redakcją chorału gregoriańskiego, działał na rzecz zunifikowania i ożywienia śpiewu chóralnego we Francji. Jego zrytmizowane redakcje śpiewów liturgicznych były używane do XIX wieku, kiedy to zostały wycofane na fali powrotu do tradycji. Jego twórczość kompozytorska obejmuje prawie wyłącznie dzieła religijne.

## Kompozycje
(na podstawie materiałów źródłowych)

### Utwory wokalne
- Motets à voix seule accompagnée de la basse continue et quelques autres motets à deux voix propres pour les Religieuses, avec l’art d’accompagner la basse pour la basse continue pour l’orgue et le clavecin (Paryż 1689)

### Utwory organowe
- Livre d’orgue contenant cent pièces de tous les tons de l’Église (Paryż 1665)
- Livre d’orgue contenant la messe et les hymnes de l’Église (Paryż 1667)
- Livre d’orgue des huit tons de l’Église (Paryż 1675)